# Gustav Karel Šebor
Gustav Karel Šebor (30. listopadu 1871 – 15. září 1951) byl český chemik.

## Život
Narodil se do rodiny Františka Šebora, rytíře Řádu železné koruny, prvního předsedy „Isis“ neboli Spolek pro vzdělání v oboru chemie a pomocných věd (Verein zur Ausbildung in der Chemie und der Hilfswissen-schaften) zapsaný pod signaturou VIII/0004 v r. 1866.

## Podnikání a zaměstnání
Zahájil výrobu fotografických desek ve vlastním podniku. Po otci získal firmu Lučební továrna Fr. Šebor v Žižkově, továrna na lučeb, čpavek a sole ammonaté, která v Neratovicích postavila a provozovala továrnu na výrobu lučebnin, zvláště čpavku. Tento podnik, který byl předchůdcem Spolany, provozoval v letech 1905–1914.
Mezi jeho zaměstnání patřila funkce chemika firmy Waldes a spol. V letech 1914 až 1918 byl vedoucí ve zbrojovce Blumau-Neurißhof.

## Studium a pedagogická a vědecká činnost
- absolvent C. k. české vysoké školy technické (1. státní zkouška 1892, 2. státní zkouška 1894[10])[11]
- studium na francouzské l'École de chimie de Mulhouse (1895)[12]u profesora Noeltinga.
- asistent na C. k. české vysoké školy technické při první stolici technické chemie (1896)[13]
- práce na přímé syntéze amoniaku z dusíku a vodíku za použití katalyzátorů na C. k. české vysoké školy technické u profesora Františka Štolby; úspěch se nedostavil, protože pracoval za nízkých tlaků
- doktor technických věd (ČVUT ve studijním roce 1924/25)[14]
- přednáška v Československém rozhlase - výrobní metody dusíkatých hnojiv

## Veřejná činnost
- člen Společnosti pro průmysl chemický v království Českém (1894)[15]
- dopisovatel Časopisu pro průmysl chemický[16]
- stálý soudní znalec soudu civilního, trestního a obchodního v Praze[8]
- tajemník několika ministerských komisí
- vrchní technický rada Vojenského technického a leteckého ústavu (VTLÚ) do 30. června 1937[17]